# Représentations diplomatiques au Niger

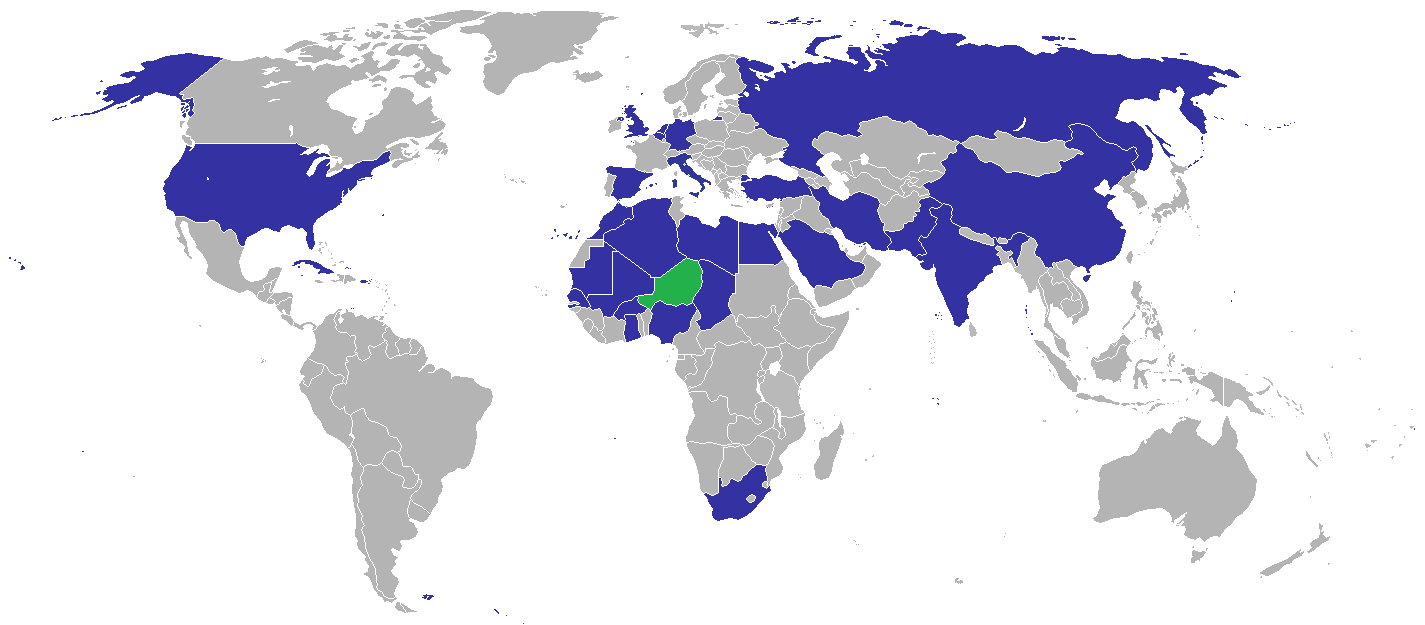
Carte des représentations diplomatiques au Niger

Ceci est une liste des représentations diplomatiques au Niger. À l'heure actuelle, la capitale de Niamey abrite plus de 29 ambassades.

## Ambassades
| - Afrique du Sud - Algérie - Allemagne - Arabie saoudite - Belgique - Bénin - Burkina Faso - Chine - Cuba - Égypte - Espagne - États-Unis - Ghana - Inde - Iran | - Italie - Libye - Luxembourg - Mali - Maroc - Mauritanie - Nigeria - Ordre de Malte - Pakistan - Pays-Bas - Royaume-Uni - Sénégal - Tchad - Turquie |

## Autres missions à Niamey
- Union européenne (Délégation)

## Consulats
Agadez
- Algérie

## Ambassades non résidentes
| - Argentine (Abuja) - Australie (Abuja) - Autriche (Alger) - Brésil (Abuja) - Bulgarie (Alger) - Cameroun (Abuja) - Canada (Abidjan) - Chypre (Tripoli) - Colombie (Le Caire) - Croatie (Paris) - Danemark (Ouagadougou) - Grèce (Abuja) - Irlande (Abuja) - Japon (Abidjan) - Lesotho (Tripoli) | - Malte (La Valette) - Mexique (Abuja) - Norvège (Bamako) - Pays-Bas (Ouagadougou) - Pologne (Tunis) - Portugal (Abuja) - Roumanie (Abuja) - Royaume-Uni (Bamako) - Serbie (New York) - Slovaquie (Abuja) - Suisse (Abuja) - Tanzanie (Abuja) - Tchéquie (Abuja) - Viêt Nam (Alger) |

## Ancienne ambassade
- Canada
- France (2024)[23]